# Минский государственный музыкальный колледж имени М. И. Глинки
Минский государственный музыкальный колледж им. М. И. Глинки — учреждение среднего специального образования Республики Беларусь, один из старейших и авторитетнейших в республике колледжей в сфере культуры.

## История
Основан в 1924 году как Минский музыкальный техникум с классами по фортепиано, скрипке, виолончели, композиции. В следующем, 1925 году, были открыты классы духовых и ударных инструментов, в 1928 году — инструкторское отделение, на базе которого началась вестись подготовка хоровых дирижёров. В 1934 году были приняты первые учащиеся для обучения по специальности «Сольное пение».
В мае 1937 года техникум был реорганизован в Минское музыкальное училище. В октябре 1957 года Президиум Верховного Совета БССР за успехи в подготовке музыкальных кадров присвоил училищу имя гениального русского композитора Михаила Ивановича Глинки.
1973 год для училища был ознаменован открытием подготовки по специальности «Народный хор», 1980 год — по специальности «Искусство эстрады».
Распоряжением Президента Республики Беларусь от 2 октября 2003 года № 300рп Минское государственное музыкальное училище имени М. И. Глинки передано из республиканской собственности в коммунальную собственность города Минска. В 2011 году решением Минского городского исполнительного комитета учебное заведение было переименовано в учреждение образования «Минский государственный музыкальный колледж им. М. И. Глинки».

### Заместители директора по учебной работе

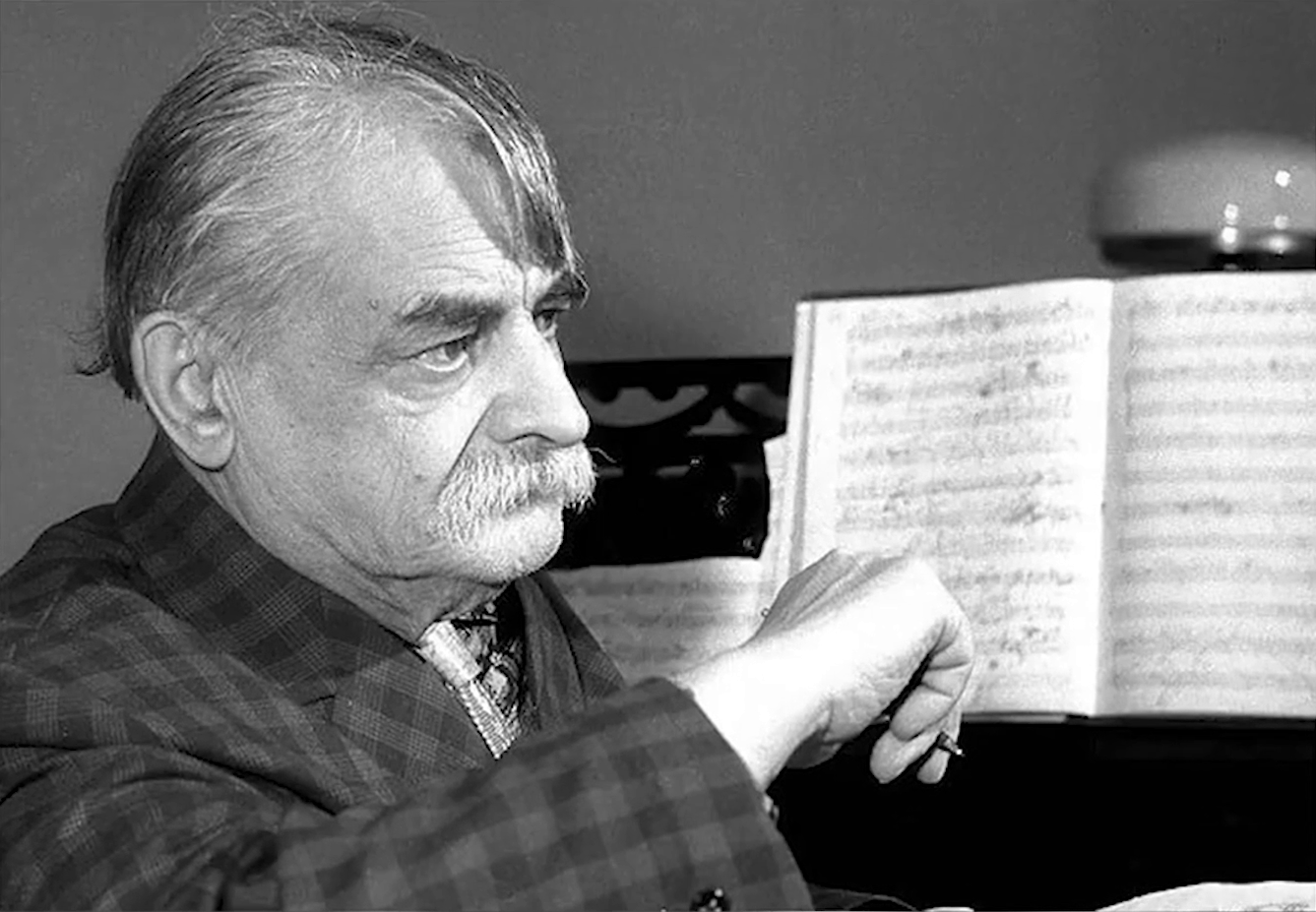
Николай Ильич Аладов, известный белорусский композитор, руководивший учебной частью училища (ныне — колледжа) в середине 20-х — начале 30-х годов XX века

## Руководство
| - А. Л. Бессмертный - А. И. Колондёнок - Г. М. Гришаев - И. Б. Мысливчик - Н. В. Прошко - Е. Н. Боровский - В. Л. Авраменко (1976—1979) - В. П. Рылатко - В. И. Зарецкий - В. И. Башура - Р. Г. Сафонов (2007—2009) - Н. С. Ефименко (2009—2014) - В. М. Черников (2014—2021) - А. И. Снитко (с 2021) | - Я. В. Прохоров - Н. И. Аладов - В. Н. Воротников - В. П. Скороходов - М. А. Станкевич - Т. Н. Альбокринова - Н. С. Ефименко (2008—2009) - Н. К. Сенькова (2009—2011) - А. И. Снитко (2011—2019) - О. В. Маркевич (с 2019) |

## Деятельность
В Минском государственном музыкальном колледже им. М. И. Глинки ведётся обучение на основе общего базового (9 классов) и общего среднего (11 классов) образования. На базе 9 классов — по 8 специальностям (направлениям специальностей), на базе 11 классов — по специальности «Пение академическое».

### Специальности (направления специальностей)
- 2-16 01 02 Дирижирование
  - 2-16 01 02-02 Дирижирование (академический хор)
  - 2-16 01 02-03 Дирижирование (народный хор)
- 2-16 01 31 Инструментальное исполнительство
  - 2-16 01 31 01 Инструментальное исполнительство (фортепиано)
  - 2-16 01 31 02 Инструментальное исполнительство (оркестровые струнно-смычковые инструменты)
  - 2-16 01 31 04 Инструментальное исполнительство (оркестровые духовые и ударные инструменты)
  - 2-16 01 31 05 Инструментальное исполнительство (инструменты народного оркестра)
- 2-16 01 32 Пение академическое
- 2-17 03 01 Искусство эстрады
  - 2-17 03 01-01 Искусство эстрады (инструментальная музыка)
- 2-21 04 31 Музыковедение

### Цикловые комиссии
Учебная работа в колледже осуществляется цикловыми комиссиями — методическими объединениями преподавателей по родственным дисциплинам. В колледже функционируют 16 цикловых комиссий:

| - Академический хор - Народный хор - Специальное фортепиано - Оркестровые струнно-смычковые инструменты - Оркестровые духовые и ударные инструменты - Инструменты народного оркестра (баян, аккордеон) - Инструменты народного оркестра (струнные) - Искусство эстрады - Музыковедение - Пение | - Общеобразовательные дисциплины - Общий курс музыкально-теоретических дисциплин - Общее фортепиано - Оркестровое дирижирование - Концертмейстерский класс и камерный ансамбль - Практика |

### Творческие коллективы
В колледже активно действуют 4 хоровых, 6 оркестровых коллективов, 5 инструментальных ансамблей.

| - Академический концертный хор - Смешанный хор специальности «Пение академическое» - Женский хор «Мелодика» - Народный хор «Бліскавіца» | - Симфонический оркестр - Камерный оркестр - Духовой оркестр - Оркестр белорусских народных инструментов - Оркестр русских народных инструментов - Эстрадный оркестр | - Заслуженный любительский коллектив Республики Беларусь «Ансамбль цимбалистов „Золотая струна“» - Ансамбль скрипачей «Каприс» - Ансамбль флейт «Флюид» - Квартет виолончелей - Ансамбль цимбалистов «Белорусочка» |

### Конкурсы
Минский государственный музыкальный колледж им. М. И. Глинки является инициатором и организатором 11 конкурсов, в том числе имеющих международный, республиканский или городской статус:
- Международный конкурс исполнительского искусства имени М. И. Глинки;
- Республиканский открытый конкурс концертмейстерского мастерства имени В. С. Савина;
- Минский городской открытый конкурс хорового и сольного пения «Вясновы спеў»;
- Минский городской открытый конкурс «Дебют»;
- Минский городской открытый конкурс камерных ансамблей «Струны Орфея»;
- Минская городская открытая музыкально-теоретическая олимпиада;
- Минский городской открытый конкурс исполнителей на белорусских цимбалах им. Т. П. Сергеенко;
- Минский городской конкурс детских оркестров «Оркестрино»
- Фестиваль-конкурс народной песни имени А. В. Ращинского «Агмень»;
- Открытый дистанционный конкурс по музыкально-теоретическим дисциплинам «АЗart»;
- Открытый конкурс исполнителей на баяне, аккордеоне им. М. Г. Солопова

### Культурно-образовательные проекты

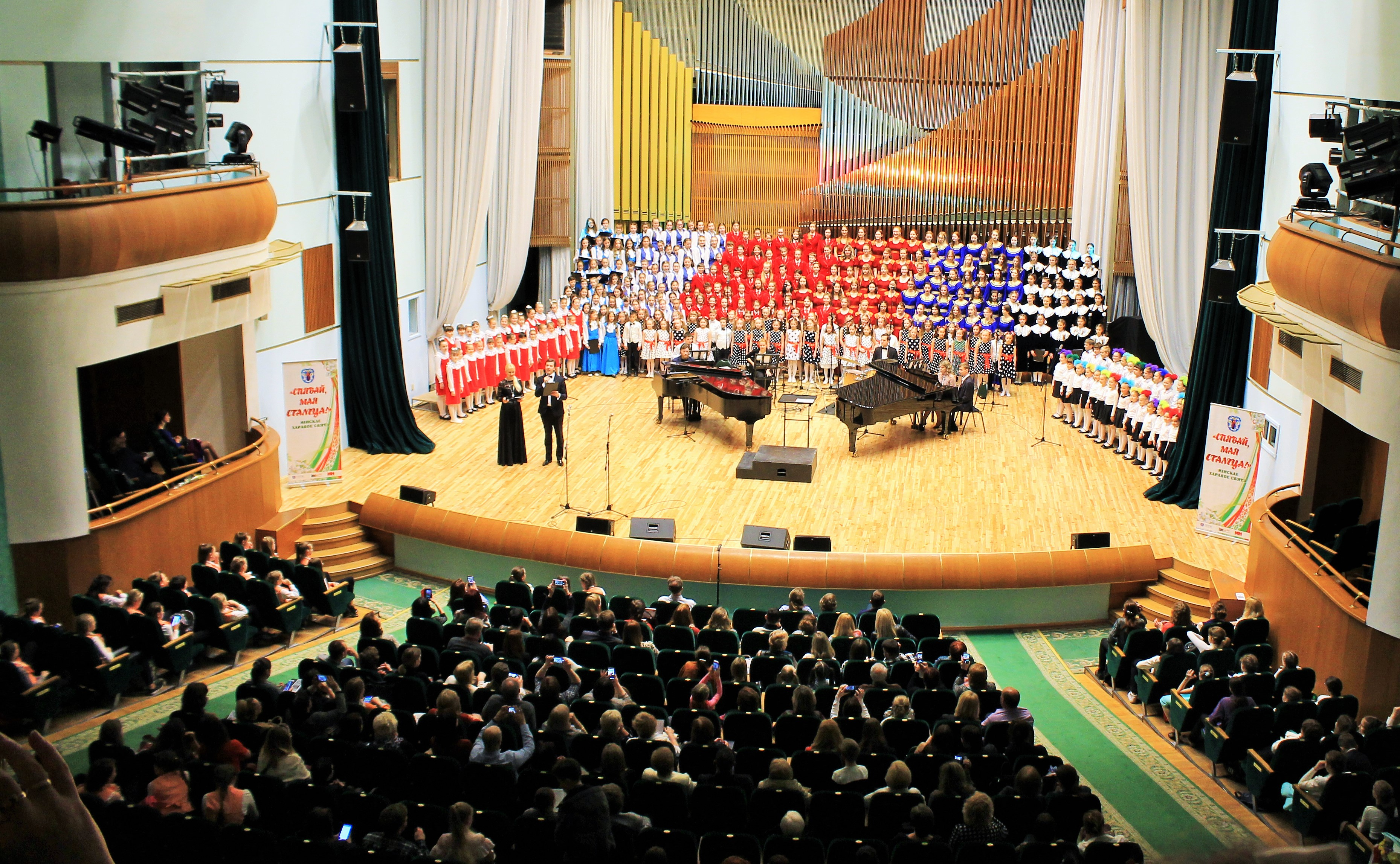
Минский хоровой праздник «Спявай, мая сталіца!» (Белгосфилармония, 2019 год)

В колледже реализуется ряд творческих образовательных проектов:
- Международный образовательный проект «К вершинам творчества»;
- Минский хоровой праздник «Спявай, мая сталiца»;
- Хоровой фестиваль «Свет рождественской звезды»;
- «Молодежный оркестровый форум»;
- Концертный проект «Песни военных лет»;
- «Творцы музыкальной эпохи»;
- «Вечера в Лошицкой усадьбе».

### Показатели деятельности
- На 1 сентября 2023 года контингент колледжа насчитывал 330 учащихся
- За 99 лет существования колледжа состоялся 91 выпуск, подготовлено более 9 тысяч музыкантов и педагогов различных специальностей
- Фонд учебных пособий и нотной литературы составляет 85270 экземпляров
- Образовательный процесс в колледже обеспечивают 155 штатных педагогических работников с высшим образованием
- За период деятельности специального фонда Президента Республики Беларусь наградами и поощрениями отмечены 172 учащихся и педагога, а также 6 творческих коллективов колледжа

## Известные выпускники
- Александровская, Лариса Помпеевна
- Апатский, Владимир Николаевич
- Бабарикин, Виктор Владимирович
- Богатырёв, Анатолий Васильевич
- Вуячич, Виктор Лукьянович
- Герасимович, Светлана Степановна
- Громов, Владимир Валерьевич
- Дайнеко, Валерий Сергеевич
- Евдокимов, Ярослав Александрович
- Жинович, Иосиф Иосифович
- Залётнев, Олег Борисович
- Игнатюк, Ирина Владимировна
- Игонина, Юлия Валерьевна
- Когадеев, Алексей Петрович
- Кучер, Надежда Анатольевна
- Леттецкий, Юлиан Брониславович
- Любан, Исаак Исаакович
- Лют, Леся Николаевна
- Мельников, Олег Владимирович
- Миненкова, Маргарита Сергеевна
- Науменко, Яков Павлович
- Оловников, Владимир Владимирович
- Осмоловская, Галина Викторовна
- Русак, Адам Герасимович
- Семенчук, Екатерина Александровна
- Скоробогатов, Виктор Иванович
- Соколовский, Нестор Фёдорович
- Тамело, Наталья
- Трифонов, Станислав Владимирович
- Финберг, Михаил Яковлевич
- Ханок, Эдуард Семёнович
- Цветаева, Ирина Александровна
- Чабан, Валентин Алексеевич
- Шиманский, Николай Васильевич
- Шмат, Валерий Сергеевич
- Штейман, Яков Максимович
- Янум, Ольга Евгеньевна

## Награды коллективу колледжа
- Почётная грамота Совета Министров Республики Беларусь (11 декабря 2019 года) — за многолетнюю плодотворную деятельность, значительный вклад в подготовку высококвалифицированных специалистов для сферы культуры[2].
- Благодарность Председателя Минского городского исполнительного комитета (2017 год) — за плодотворный труд, высокое профессиональное мастерство, значительный вклад в развитие культурной сферы города Минска
- Благодарность Председателя Совета Республики (9 октября 2024 года) — за значительный вклад в реализацию государственной политики в сфере культуры, добросовестный труд и высокий профессионализм

## Новости колледжа в средствах массовой информации
- В Минске сегодня открылось общежитие музыкального колледжа имени Глинки
- Музыкальному колледжу имени Глинки исполняется 95 лет
- РЕПОРТАЖ: Рождение звезд как по нотам